# Magic (singel Secret)
Magic (kor. 매직 Maejig) – singel południowokoreańskiej grupy Secret, wydany cyfrowo 1 kwietnia 2010 roku w Korei Południowej. Utwór, wspólnie z I Want You Back, promował pierwszy minialbum Secret Time. Osiągnął 2 pozycję na liście Gaon Chart. Według danych Gaon utwór Magic został pobrany 2 287 835 razy w Korei Południowej w roku 2010

## Lista utworów
| Nr | Tytuł                      | Czas |
| -- | -------------------------- | ---- |
| 1. | "Magic" (kor. 매직 Maejig) | 3:23 |

## Twórcy i personel
Opracowano na podstawie wkładki muzycznej płyty CD:
- Kim Tae-sung – producent wykonawczy, współproducent
- Song Ji-eun – wokal
- Han Sun-hwa – wokal
- Jeon Hyo-sung – wokal
- Jung Ha-na – wokal, rap
- Kang Ji-won – współproducent, słowa utworów, aranżacja, kompozycja
- Kim Ki-bum – współproducent, słowa utworów, kompozycja
- Shinshadong Tiger – współproducent, słowa utworów, kompozycja

## Notowania
| Lista                      | Najwyższa pozycja |
| -------------------------- | ----------------- |
| Gaon Weekly Digital Chart  | 2                 |
| Gaon Monthly Digital Chart | 3                 |
| Gaon Streaming Chart       | 5                 |
| Gaon Weekly Download Chart | 3                 |
| Gaon Yearly Download Chart | 23                |
| Gaon Mobile Ringtone Chart | 4                 |